# International Association for Plant Taxonomy
International Association for Plant Taxonomy (IAPT) – międzynarodowe stowarzyszenie, którego celem jest poznanie i odpowiednie udokumentowanie różnorodności gatunkowej roślin, poznanie systematyki roślin i ułatwienie komunikacji między botanikami różnych narodów całego świata ujednolicenie i standaryzację nomenklatury botanicznej. IAPT powstało 18 lipca 1950 podczas siódmego Międzynarodowego Kongresu Botanicznego (International Botanical Congress) w Sztokholmie w Szwecji. Główna siedzibą stowarzyszenia jest Wiedeń, a prezydentem od 2005 roku jest David Mabberley z Seattle (USA).
Stowarzyszenie wydaje czasopismo naukowe Taxon i serię Regnum Vegetabile. Publikuje także Międzynarodowy Kodeks Nomenklatury Botanicznej (International Code of Botanical Nomenclature), Index Nominum Genericorum oraz Index Herbarorium.